# Concours musical international Reine Élisabeth de Belgique 2022
Le Concours musical international Reine Élisabeth de Belgique, session 2022, est la deuxième édition de l'histoire du concours consacrée au violoncelle,.
Le concours se déroule à Bruxelles du 9 mai 2022 au 4 juin 2022.
Parmi 152 candidatures déposées ont été retenus 68 sélectionnés, provenant de 26 nationalités différentes : 20 femmes et 48 hommes,. Les pays les mieux représentés sont les États-Unis, la Corée du Sud, l’Allemagne et la France, pays dont était originaire le précédent lauréat en violoncelle, en 2017, Victor Julien-Laferrière.
Deux candidats sélectionnés s'étant désistés, 66 candidats (19 femmes et 47 hommes) sont présents dans la première phase du concours.

## Candidats
Les 66 candidats sélectionnés présents sont : 
| Candidat                 | Pays                | Naissance | Résultat       |
| ------------------------ | ------------------- | --------- | -------------- |
| Riana Anthony            | États-Unis          | 1993      | Demi-finaliste |
| Beata Antikainen         | Finlande            | 1993      |                |
| James Baik               | États-Unis          | 2001      | Demi-finaliste |
| Yibai Chen               | Chine               | 2001      | Finaliste      |
| Bryan Cheng              | Canada              | 1997      | Finaliste      |
| Hayoung Choi             | Corée               | 1998      | Finaliste      |
| Christoph Croisé         | France - Allemagne  | 1993      |                |
| Rainer Crosett           | États-Unis          | 1992      |                |
| Balázs Dolfin            | Hongrie             | 1997      |                |
| Alessandra Doninelli     | Suisse              | 1995      |                |
| Jonah Ellsworth          | États-Unis          | 1994      |                |
| Jeremias Fliedl          | Autriche            | 1999      | Finaliste      |
| Hideaki Fujiwara         | Japon               | 1994      |                |
| Luca Giovannini          | Italie              | 2000      |                |
| André Gunko              | Portugal            | 1997      |                |
| Anouchka Hack            | Allemagne           | 1996      | Demi-finaliste |
| Constantin Heise         | Allemagne           | 2001      | Demi-finaliste |
| Eline Hensels            | Pays-Bas            | 1998      |                |
| Oliver Herbert           | États-Unis          | 1997      |                |
| Timothy Hopkins          | Allemagne           | 1995      |                |
| Stéphanie Huang          | Belgique            | 1996      | Finaliste      |
| Jakyoung Olivia Huh      | Corée               | 1997      |                |
| Annie Jacobs-Perkins     | États-Unis          | 1997      |                |
| Woochan Jeong            | Corée               | 1999      | Finaliste      |
| Haddon Kay               | États-Unis          | 1999      |                |
| Bumjun Kim               | France              | 1994      |                |
| James Kim                | États-Unis          | 1993      |                |
| Min Ji Kim               | Corée               | 1995      | Demi-finaliste |
| Stanislas Kim            | France              | 1993      |                |
| Marcel Johannes Kits     | Estonie             | 1995      | Finaliste      |
| Leland Ko                | États-Unis - Canada | 1998      |                |
| Dongyeol Lee             | Corée               | 1996      |                |
| Yeongkwang Lee           | Corée               | 1995      |                |
| En-Chun Lin              | Taipei              | 2001      |                |
| Sam Lucas                | Australie           | 1996      |                |
| Jean-Baptiste Maizières  | France              | 1997      |                |
| Keisuke Morita           | Japon               | 1997      | Demi-finaliste |
| Zachary Mowitz           | États-Unis          | 1996      |                |
| Taeguk Mun               | Corée               | 1994      | Finaliste      |
| Antonin Musset           | France              | 1996      |                |
| Ah-Yeon Nam              | Corée               | 1996      |                |
| Samuel Niederhauser      | Suisse              | 1998      | Finaliste      |
| Ye Un Park               | Corée               | 2003      |                |
| Petar Pejčić             | Serbie              | 2002      | Finaliste      |
| Erica Piccotti           | Italie              | 1999      | Demi-finaliste |
| Konstanze Pietschmann    | Allemagne           | 2000      |                |
| Edvard Pogossian         | États-Unis          | 1996      |                |
| Florian Pons             | France              | 1994      | Demi-finaliste |
| Maxime Quennesson        | France              | 1995      |                |
| Umut Saglam              | Turquie             | 1998      |                |
| Philipp Schupelius       | Allemagne           | 2003      |                |
| Ivan Sendetskiy          | Russie              | 1996      | Demi-finaliste |
| Oleksiy Shadrin          | Ukraine             | 1993      | Finaliste      |
| Ivan Skanavi             | Russie              | 1996      |                |
| Grace Sohn               | Canada              | 1999      |                |
| Anton Spronk             | Pays-Bas - Suisse   | 1994      | Demi-finaliste |
| Vasily Stepanov          | Russie              | 1994      |                |
| Hayk Sukiasyan           | Arménie             | 1994      |                |
| Ildikó Szabó             | Hongrie             | 1993      |                |
| Simon Tetzlaff           | Allemagne           | 1997      | Demi-finaliste |
| Ella van Poucke          | Pays-Bas            | 1994      | Demi-finaliste |
| Luiz Fernando Venturelli | Brésil              | 1999      |                |
| Alexander Warenberg      | Pays-Bas            | 1998      |                |
| Aaron Wolff              | États-Unis          | 1994      |                |
| Sul Yoon                 | Corée               | 1995      | Finaliste      |
| Klaudio Zoto             | Albanie             | 2003      |                |

## Calendrier
La première épreuve éliminatoire se déroule à compter du lundi 9 mai. Les candidats présentent une sonate de Luigi Boccherini avec accompagnement de violoncelle, le 1er mouvement de la Sonate pour violoncelle seul d'Eugène Ysaÿe ainsi qu'une œuvre moderne avec accompagnement de piano, choisie parmi Phantasiëstuck de Paul Hindemith, Nocturne d’André Jolivet ou les deux premiers mouvements de Pohádka de Leoš Janácèk.
Samedi 14 mai seront annoncés les noms de 24 demi-finalistes, qui se produiront au Flagey à partir du lundi 16 mai avec l’Orchestre royal de chambre de Wallonie, dirigé par Vahan Mardirossian.
La finale se déroulera du 29 mai au 4 juin au Palais des Beaux-Arts, avec 12 candidats retenus, qui seront accompagnés par le Brussels Philharmonic dirigé par Stéphane Denève.

## Jury
- Gilles Ledure (nl) (président)
- Gautier Capuçon
- Myung-Wha Chung
- Natalie Clein
- Roel Dieltiens
- Anne Gastinel
- Marie Hallynck
- Frans Helmerson
- Anssi Karttunen
- Mischa Maisky
- Antônio Meneses
- Sharon Robinson
- Jian Wang
- Sonia Wieder-Atherton

Pour le premier tour, les jurés sont Gilles Ledure (président), Myung-Wha Chung, Natalie Clein, Roel Dieltiens, Anne Gastinel, Marie Hallynck, Frans Helmerson, Anssi Karttunen, Antonio Meneses, Sharon Robinson et Jian Wang.

## Lauréats
- 1er prix - grand prix international Reine Élisabeth (25 000 €), prix de la Reine Mathilde : Hayoung Choi (Corée)
- 2e prix - prix du Gouvernement fédéral belge, offert par la Politique scientifique fédérale (20 000 €) : Yibai Chen (Chine)
- 3e prix - prix comte de Launoit (17 000 €) : Marcel Johannes Kits (Estonie)
- 4e prix - prix des Gouvernements Communautaires de Belgique, offert cette année par le Gouvernement de la Communauté flamande (12 500 €) : Oleksiy Shadrin (Ukraine)
- 5e prix - prix de la Région de Bruxelles-Capitale (10 000 €) : Petar Pejčić (Serbie)
- 6e prix - prix de la Ville de Bruxelles (8 000 €) : Bryan Cheng (Canada)

Les six lauréats non classés reçoivent chacun 4 000 € (avec le soutien de la Loterie nationale)
- Jeremias Fliedl (Autriche)
- Stéphanie Huang (Belgique)
- Woochan Jeong (Corée)
- Taeguk Mun (Corée)
- Samuel Niederhauser (Suisse)
- Sul Yoon (Corée)

Les prix Musiq3 et Canvas-Klara du public sont tous deux attribués à Stéphanie Huang.